# Chiesa di Santa Maria Assunta (Darfo Boario Terme)
La chiesa di Santa Maria Assunta,  conosciuta come chiesa di Santa Maria di Restello, è un luogo di culto cattolico di Erbanno frazione di Darfo Boario Terme, in provincia e diocesi di Brescia, e posto nella contrada omonima. La chiesa, sussidiaria della parrocchiale di San Rocco, conserva affreschi risalenti al Cinquecento lavoro di Callisto Piazza.

## Storia
La chiesa fu edificata bel 1525 per volontà di Goffredo Federici dell'importante famiglia ghibellina dei Federici che ne aveva il giuspatronato. Gli affreschi della zona presbiteriale furono eseguiti da Callisto Piazza già nel 1530. L'edificio fu oggetto di restauro nel Seicento. Dalla visita pastorale diocesana di san Carlo Borromeo si evince che era volontà del santo spostare la parrocchialità dalla chiesa di San Martino a questa dedicata alla Madonna Assunta, perché ritenuta più idonea, ma l'assemblea dei fedeli non accettò la proposta.

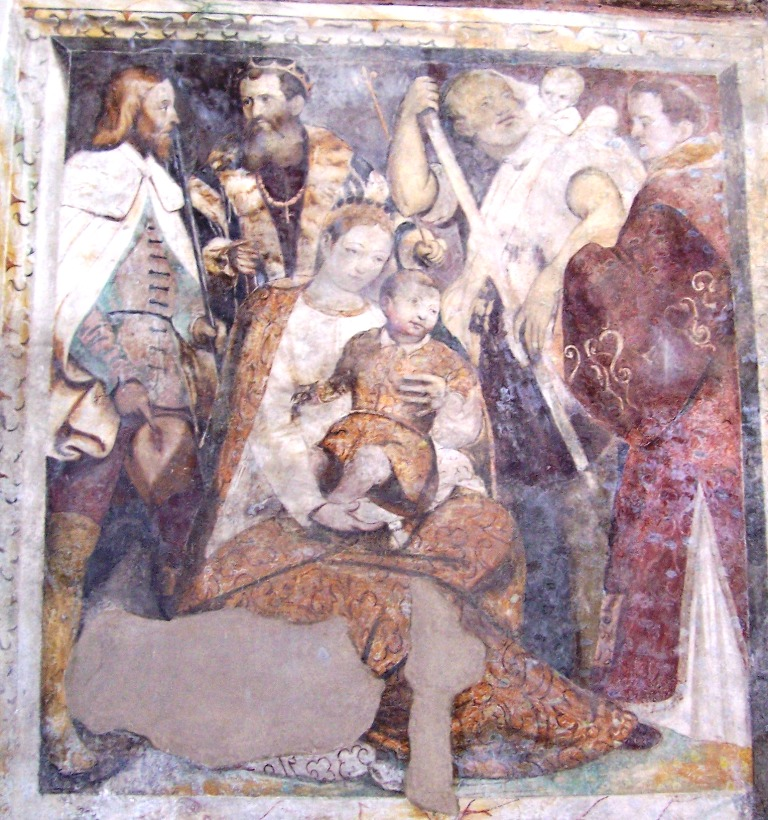
Madonna con Bambino e santi - (Foto Luca Giarelli)

Nel 1590 la chiesa fu gestita dai frati della comunità dei frati dell'Annunciata a nome dell'importante famiglia Federici, e successivamente l'ultimo erede del ramo di Berbenno, Giovan Battista Federici, nel 1613,lasciò alla comunità cittadina come lascito testamentario, la chiesa con ogni bene e arredo in essa contenuto. Nella seconda metà del Novecento la chiesa fu oggetto di restauro nei decori che furono riportati ai loro colori originali.

## Descrizione

### Esterno
L'edificio di culto, si trova nella parte settentrionale della località, con la facciata a capanna terminante con il timpano triangolare, presenta nella parte inferiore lungo tutto il perimetro, una zoccolatura aggettante completa di cornice modanata in pietra arenaria rossa. Il portale d'ingresso completo di contorno in pietra conserva lo stemma della famiglia Bossi che aveva fondato la chiesa. La parte superiore ospita un'apertura lunettata atta a illuminare l'aula.

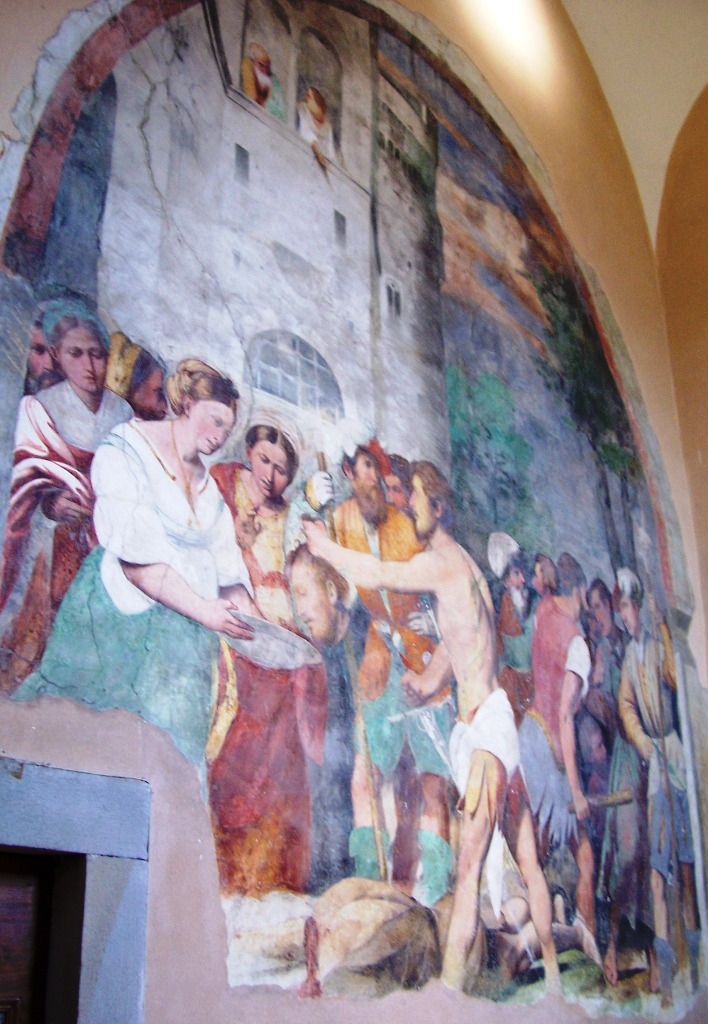
Decollazione del Battista di Callisto Piazza - (Foto Luca Giarelli)

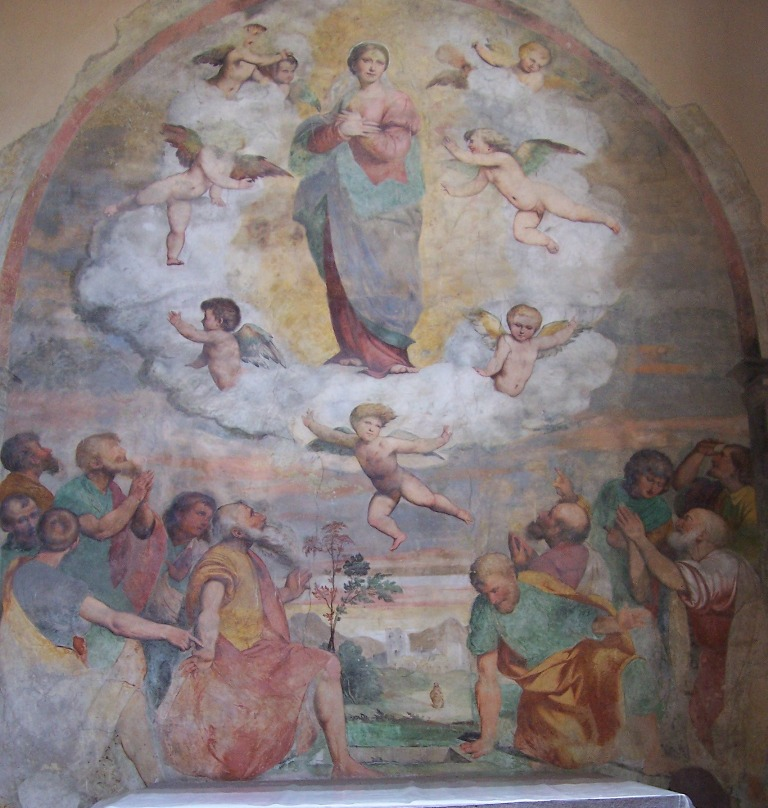
L'Assunta - (Foto Luca Giarelli)

### Interno
L'interno a unica navata, è posto a un livello inferiore rispetto l'assetto stradale, ed è diviso in tre campate con copertura a vela, da lesene in muratura, che reggono la trabeazione e il cornicione che percorre tutta l'aula. La zona presbiteriale anticipata dall'arco trionfale, a pianta quadrata è anticipato da una cancellata in ferro battuto ed è di misura inferiore rispetto alla sala, permettendo di conservare nelle due sezioni laterali gli affreschi raffiguranti a sinistra Madonna col Bambino e santi Cristoforo, Ludovico, Antonio e Stefano, mentre sul lato a destra santa Caterina d'Alessandria tra i santi Antonio di Padova e Bartolomeo di Siena. 
Il presbiterio conserva un importante ciclo pittorico di grandi dimensioni, opera d'affresco di Callisto Piazza che gli fu commissionata dalla famiglia Federici. Il ciclo realizzato tra il 1526 e il 1529, si compone di dipinti raffiguranti l'Assunzione di Maria, San Giorgio che libera la principessa dal drago e la Decollazione di San Giovanni Battista opere che mostrano l'influenza artistica che ha avuto il Romanino sul Piazza. La raffigurazione di san Giorgio su destriero bianco, propone la committenza nobile dell'opera da parte della famiglia Federici.